# Sprinter Light Train
Sprinter Light Train (SLT) är en nederländsk motorvagn som används i regionaltrafik av Nederlandse Spoorwegen. SLT bygges från 2007 till 2012 av Bombardier Transportation och Siemens. SLT togs fram för att ersätta Mat '64-tågen från 1960- och 1970-talen. Många klagade dock på att SLT inte hade ingen toalett så mellan 2015 och 2020 försågs samtliga SLT med toalett.

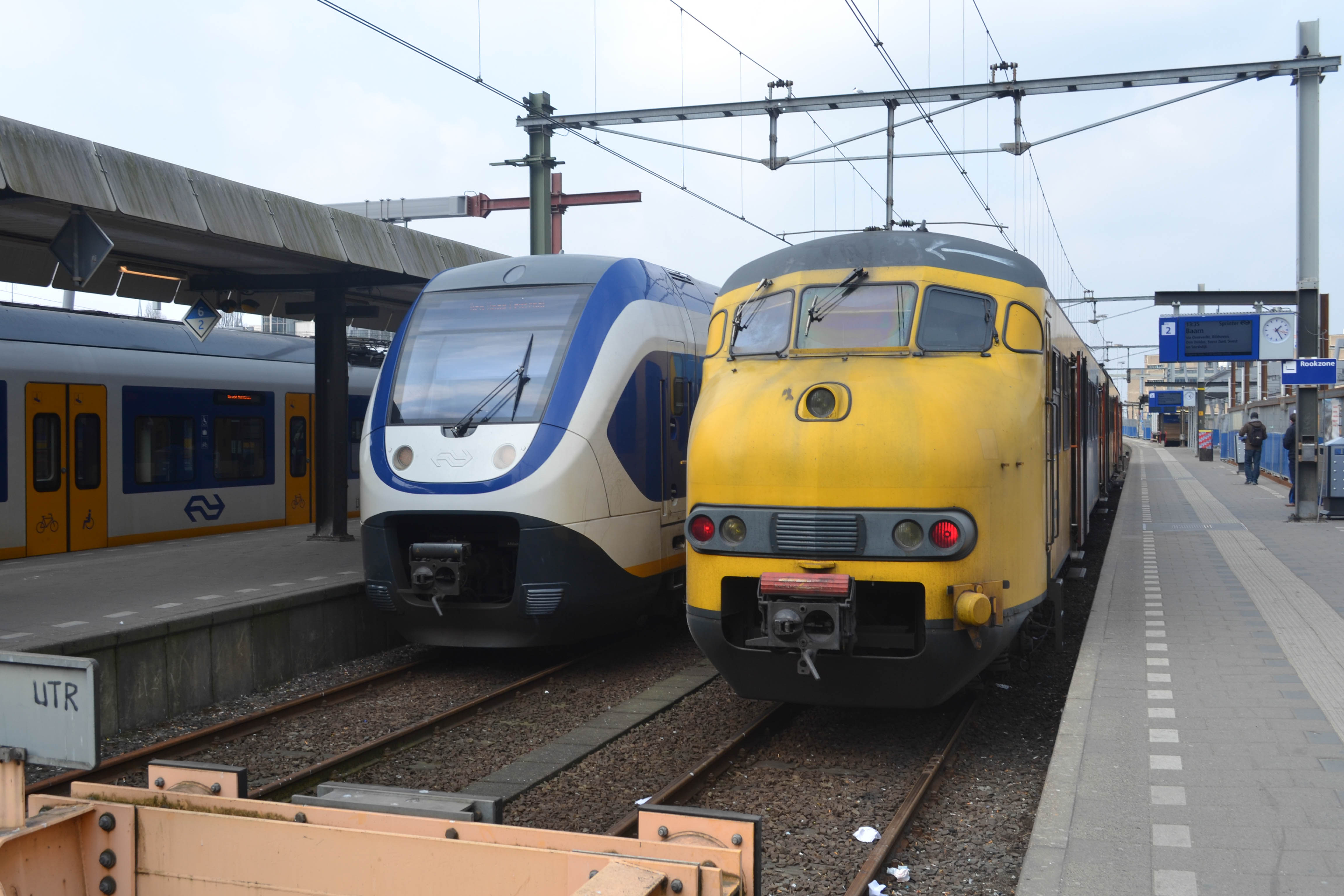
SLT vs Plan V, Utrecht Centraal

## Källor

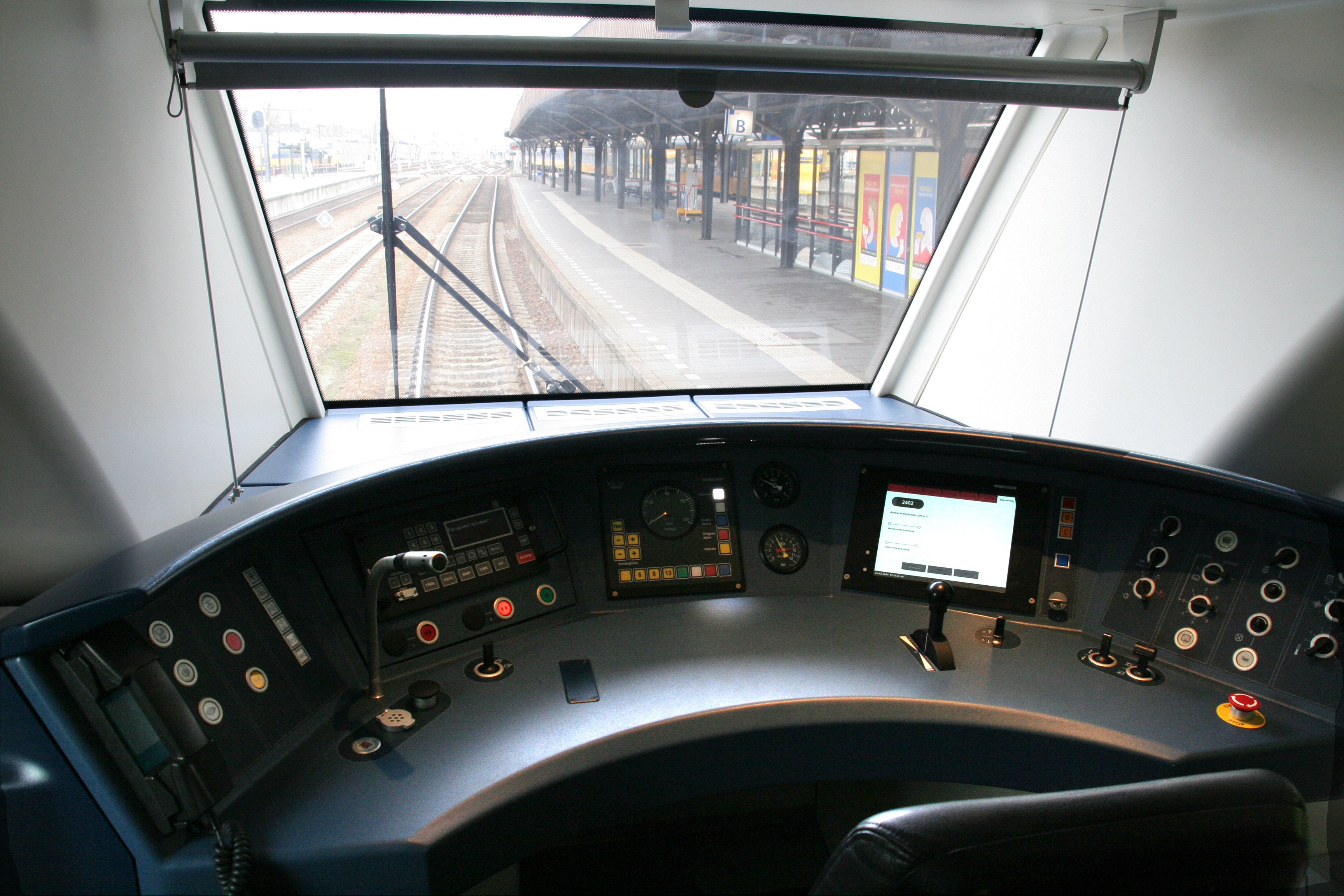
Sprinter LighTTrain förarhytt